# Annual Review of Astronomy and Astrophysics
Annual Review of Astronomy and Astrophysics (укр. Щорічний огляд астрономії та астрофізики) — щорічний рецензований науковий журнал видавництва Annual Reviews. Співредакторами є Евіна ван Дісхук і Роберт Кеннікутт. Журнал оглядає наукову літературу, що стосується різних небесних об'єктів та астрономічних явищ, астрономічних приладів і методів. Він був заснований в 1963 році. Станом на 2023 рік він публікується у відкритому доступі.

## Історія
У листопаді 1960 року рада директорів некомерційного видавництва Annual Reviews почала досліджувати потребу в новому журналі оглядових статей, які висвітлювали б досягнення в астрономії та астрофізиці. Правління консультувалося з групою експертів, яка включала Рональда Брейсвелла, Роберта Джастроу, Джозефа Каплана, Пола Меррілла, Отто Струве та Гарольда Юрі. Редакційний комітет зібрався в серпні 1961 року, щоб визначити авторів і теми для першого тому, який був опублікований в 1963 році. Станом на 2020 рік журнал видавався як у друкованому, так і в електронному вигляді.
Журнал визначає сферу своїх інтересів як астрономію та астрофізику, включаючи Сонце, Сонячну систему, екзопланети, зорі, міжзоряне середовище, Чумацький Шлях та інші галактики, галактичні ядра, космологію, а також прилади та методи, що використовуються для дослідженнях та аналізі. Станом на 2023 рік Journal Citation Reports дає журналу імпакт-фактор 33,3, що ставить його на перше місце серед 69 журналів у категорії «Астрономія та астрофізика». Він реферується та індексується в Scopus, Science Citation Index Expanded, Civil Engineering Abstracts, Inspec, Academic Search тощо.

## Редакційний процес
Annual Review of Astronomy and Astrophysics очолює редактор або співредактори. Їм допомагає редакційний комітет, до складу якого входять помічники редакторів, постійні члени та іноді запрошені редактори. Гостьові учасники долучаються на запрошення редактора та працюють один рік. Усі інші члени редакційного комітету призначаються радою директорів Annual Reviews на п'ятирічний термін. Редакційна комісія визначає, які теми слід включити до кожного тому, і запрошує кваліфікованих авторів написати огляди. Незапрошені рукописи не приймаються. Рецензування прийнятих рукописів здійснюється редакційним комітетом.

### Редактори томів
Планування тому починається задовго до появи тому. Редактор, який пішов на пенсію або помер, може бути визнаний провідним редактором тому, який він допомагав планувати, навіть якщо він опублікований після його виходу на пенсію або смерті.
- Лео Голдберг (1963—1973)[9]
- Джеффрі Бербідж (1974—2004)[10][11]
- Роджер Бландфорд (2005—2011)[12][13]
- Евіна ван Дісхук і Сандра Фабер (2012—2021)[14][15][16]
- Евіна ван Дісхук і Роберт Кеннікутт[en] (з 2022)[17]